# Boremel
Boremel (en ukrainien : Боремель ; yiddish : Barmli) est un village du raïon de Demydivka dans l'oblast de Rivne en Ukraine. La population est de 866 habitants.

## Histoire
La ville est mentionnée pour la première fois en 1366.
Yosef Weitz naît dans la ville en 1890.
Au cours de la Seconde Guerre mondiale, la population juive est enfermée dans un ghetto. En septembre 1942, 700 juifs sont assassinés par un Einsatzgruppen dans une exécution de masse.